# Rajakhedi
Rajakhedi è una suddivisione dell'India, classificata come census town, di 19.023 abitanti, situata nel distretto di Sagar, nello stato federato del Madhya Pradesh. In base al numero di abitanti la città rientra nella classe IV (da 10.000 a 19.999 persone).

## Geografia fisica
La città è situata a 23° 50' 49 N e 78° 47' 19 E.

## Società

### Evoluzione demografica
Al censimento del 2001 la popolazione di Rajakhedi assommava a 19.023 persone, delle quali 10.024 maschi e 8.999 femmine. I bambini di età inferiore o uguale ai sei anni assommavano a 2.847, dei quali 1.531 maschi e 1.316 femmine. Infine, coloro che erano in grado di saper almeno leggere e scrivere erano 13.939, dei quali 7.950 maschi e 5.989 femmine.